# Acoma
Acoma (nazwa własna Ä kə mä, czyli „miejsce, które zawsze było” lub „lud białej skały”) – Indianie Ameryki Północnej z grupy kulturowej plemion Pueblo, do dziś wielu z nich posługuje się językiem z grupy keresańskiej.

## Teren zamieszkiwania
Zamieszkują rezerwat w centrum stanu Nowy Meksyk (USA) 60 km na zachód od Albuquerque w hrabstwie Cibola, w skład którego wchodzą trzy osiedla – Sky City (czyli właściwe pueblo Acoma), Acomita i McCarty.
Ich wioskę (pueblo) uważa się za najstarszą, zamieszkaną od ponad 800 lat osadę na terenie Stanów Zjednoczonych. Wioska jest usytuowana na skale o wysokości około 120 metrów z łatwym do obrony wejściem, przez co była bardzo trudna do zdobycia. Samo pueblo składa się z trzech rzędów piętrowych domostw, poprzecinanych wąskimi uliczkami. W centrum wznosi się stary kościółek. Wszystkie budowle puebla wzniesione zostały z kamienia i cegieł Adobe.
Z dawnego miliona hektarów ziem należących do plemienia rezerwat obejmuje zaledwie 10% terenów.

## Struktura społeczna
Tradycyjna organizacja społeczna opiera się na matrylinearnym systemie rodowym.

## Historia

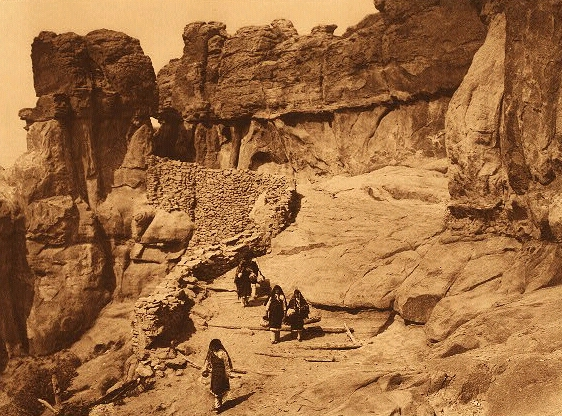
Droga do puebla w XIX wieku

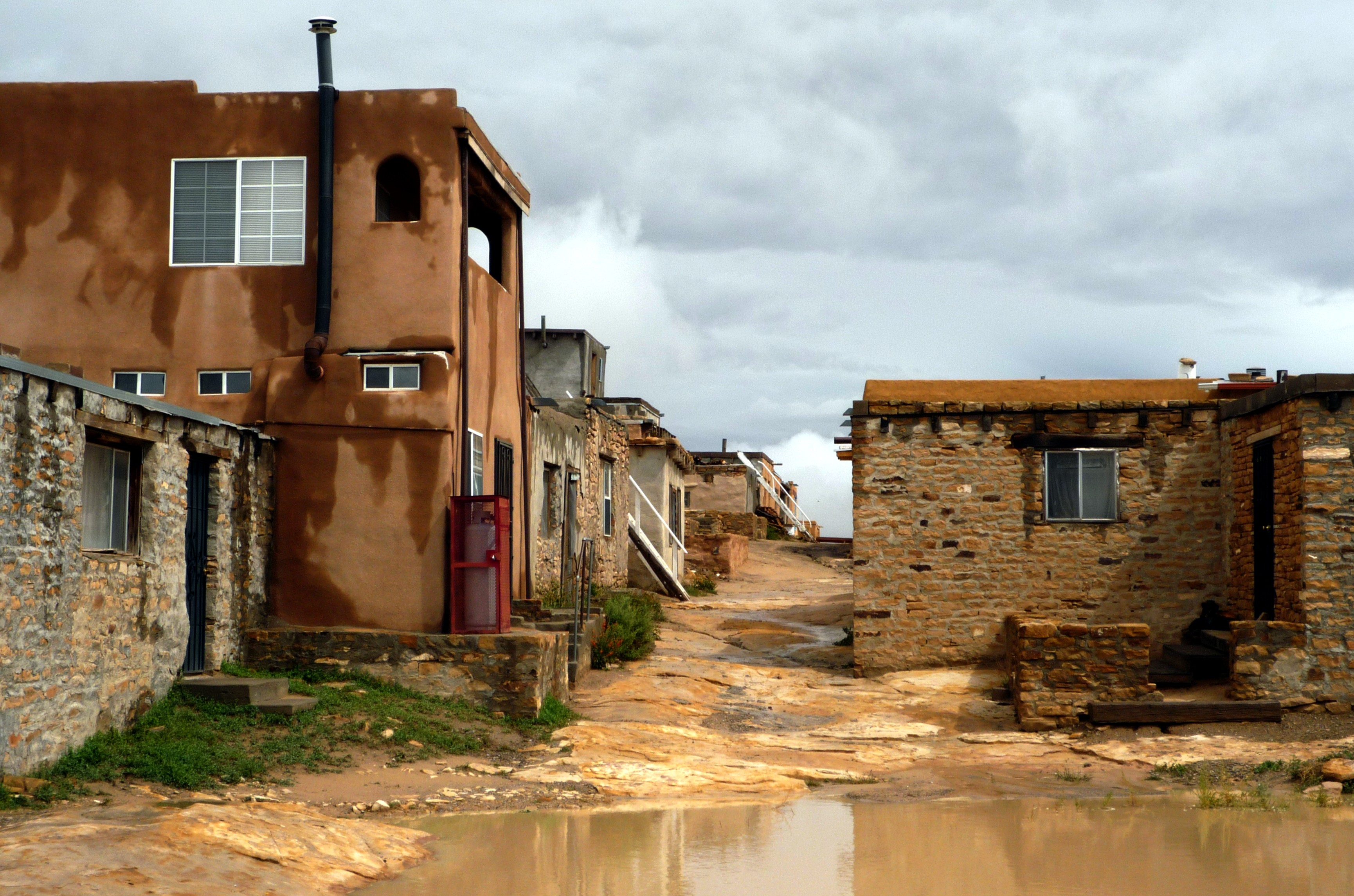
Typowa uliczka w pueblo Acoma

Indianie Acoma (przypuszczalnie potomkowie Anasazi i Mogollonów, od których przejęli architekturę, rolnictwo, garncarstwo i koszykarstwo) nigdy nie opuścili swej wioski i mieszkają w niej jak setki lat temu (na przełomie XIX i XX wieku przejściowo – zapewne wskutek epidemii gruźlicy – popadła w ruinę).
Pierwsza pisemna wzmianka o pueblu Acoma (nazwanym wówczas Acuco) pochodzi z roku 1539, na rok przed przybyciem tam ekspedycji Coronada. Jej autorem był franciszkanin Marcos z Nicei, który na zlecenie wicekróla Meksyku, Antonio de Mendozy odbył rekonesans celem sprawdzenia, czy bogate w złoto siedem miast Ciboli rzeczywiście istnieją. Swoją relację zawarł w dokumencie pt. „Odkrycie” (hiszp. Descubrimiento), co stało się bezpośrednią przyczyną wyprawy Coronada.
W obronie swej niezależności Indianie puebla Acoma stoczyli wiele krwawych walk z Hiszpanami, do końca pozostając niepokonani, jakkolwiek w roku 1599 najazd hiszpański zrujnował pueblo i przyniósł śmierć około ośmiuset mieszkańcom. Ci, co przeżyli, odbudowali osiedle i odtworzyli pola uprawne.

## Styl życia
Przed przybyciem Hiszpanów tradycyjnym pożywieniem był Mut-tze-nee, cienki placek z mąki kukurydzianej. Oprócz kukurydzy uprawiali słoneczniki i tytoń, hodowali indyki. Polowali na jelenie, antylopy i króliki. Dietę uzupełniały różne rodzaje jagód, orzechów, nasion i korzeni. Mężczyźni nosili przepaski biodrowe i skórzane sandały, kobiety bawełniane suknie i sandały lub wysokie buty podobne do mokasynów. W chłodniejsze dni i noce zakładano narzuty ze skór zwierzęcych.
Dziś, jak w przeszłości, Acoma są rolnikami uprawiającymi kukurydzę, pszenicę, squash, melony, fasolę alfalfa, warzywa i hodującymi nieliczne drzewa owocowe, przy czym sposób uprawy i nawadniania gleby nie zmienił się od czasów najdawniejszych. Hodują także kozy, owce, konie i osły. Ich ziemie uprawne znajdują się na północy rezerwatu, w okolicach miejscowości Acomita i Pueblito.
Po zamknięciu pobliskich kopalni uranu wielu mieszkańców Acomy straciło pracę. Dzisiaj jedynym źródłem dochodów są opłaty od turystów za wstęp oraz sprzedaż pamiątek.

## Liczebność
Według danych US Census Bureau, podczas spisu powszechnego w 2000 roku 3956 obywateli USA zadeklarowało, że jest pochodzenia wyłącznie Acoma, zaś 4628 – wyłącznie lub między innymi Acoma. W tym samym spisie pochodzenie wyłącznie Pueblo zadeklarowało blisko 60 000 Amerykanów a wyłącznie lub między innymi Pueblo ponad 74 000 osób (najwięcej z plemion: Hopi, Zuni i Laguna).